# Subasta Vickrey-Clarke-Groves
En teoría de subasta, una subasta de Vickrey-Clarke-Groves (VCG) es un tipo de subasta de sobre sellado de varios elementos. Los postores presentan ofertas que informan de sus valoraciones de los artículos, sin conocer las ofertas de las otras personas en la subasta. El sistema de subasta asigna los elementos de una situación socialmente óptima: se cobra a cada individuo el daño que causan a otros oferentes. También da a los licitadores un incentivo para ofertar sus verdaderas valoraciones , asegurando que la estrategia óptima para cada licitador se encuentra al ofertar sus verdaderas valoraciones de los artículos. Es una generalización de una subasta de Vickrey por varios elementos.
La subasta es el nombre de William Vickrey, Edward H. Clarke, and Theodore Groves por sus artículos que generalizarse la idea sucesivamente.
La subasta VCG es un uso específico de la más general Mecanismo VCG . Mientras que la subasta VCG trata de hacer una asignación socialmente óptima de elementos, mecanismos VCG permiten la selección de un resultado socialmente óptimo de un conjunto de posibles resultados.

## Descripción intuitiva
Considere una subasta donde se vende un conjunto de productos idénticos. Los postores pueden participar en la subasta anunciando el precio máximo que están dispuestos a pagar para recibir N productos. Cada comprador puede declarar más de una oferta, ya que su disposición a pagar por unidad puede ser diferente dependiendo de la cantidad total de unidades que recibe. Los postores no pueden ver las ofertas de otras personas en ningún momento dado que están selladas (solo visibles para el sistema de subastas). Una vez que se hacen todas las ofertas, la subasta se cierra.
El sistema de subastas considera todas las posibles combinaciones de ofertas, y se mantiene la que maximiza la suma total de las ofertas, con la condición de que no exceda la cantidad total de productos disponibles y que, como máximo, una oferta de cada postor sea usada. Los postores que hayan hecho una oferta exitosa recibirán la cantidad del producto especificada en su oferta. El precio que pagan a cambio, sin embargo, no es el monto que habían ofertado inicialmente, sino solo el daño marginal que su oferta ha causado a otros oferentes (que es, como mucho, tan alto como su oferta original).
Este daño marginal causado a otros participantes (es decir, el precio final pagado por cada individuo con una oferta exitosa) puede calcularse como: (suma de ofertas de la subasta desde la segunda mejor combinación de ofertas) - (lo que otros postores han ofertado en el actual (mejor) combinación de ofertas). Si la suma de las ofertas de la segunda mejor combinación de ofertas es la misma que la de la mejor combinación, el precio pagado por los compradores será el mismo que el de su oferta inicial. En todos los demás casos, el precio pagado por los compradores será menor.
Al final de la subasta, la utilidad total se ha maximizado ya que todos los bienes se han atribuido a las personas con la mayor disposición a pagar combinada. Si los agentes son completamente racionales y en ausencia de colusión, podemos suponer que la disposición a pagar ha sido informada con sinceridad, ya que solo se le cobrará a cada participante el daño marginal a otros postores, haciendo que la información veraz sea una estrategia débilmente dominante. Sin embargo, este tipo de subasta no maximizará los ingresos del vendedor a menos que la suma de las ofertas de la segunda mejor combinación de ofertas sea igual a la suma de las ofertas de la mejor combinación de ofertas.

## Descripción formal

### Notación
Para cualquier conjunto de artículos subastados {\displaystyle M=\{t_{1},\ldots ,t_{m}\}} y cualquier conjunto de postores norte  {\displaystyle N=\{b_{1},\ldots ,b_{n}\}}, Sea {\displaystyle V_{N}^{M}}  el valor social de la subasta de VCG para una determinada combinación de oferta. Es decir, cuánto valora cada persona los artículos que acaba de ganar, sumados para todos. El valor del artículo es cero si no ganan. Para un postor {\displaystyle b_{i}} y un item {\displaystyle t_{j}}, deje que la oferta del postor para el artículo sea  {\displaystyle v_{i}(t_{j})}. La notación {\displaystyle A\setminus B} significa el conjunto de elementos de A que no son elementos de B.
Asignación
Un postor {\displaystyle b_{i}}  cuya oferta por un artículo t  {\displaystyle t_{j}} es una "sobreabundancia", es decir(  {\displaystyle v_{i}(t_{j})}, gana el artículo, pero paga {\displaystyle V_{N\setminus \{b_{i}\}}^{M}-V_{N\setminus \{b_{i}\}}^{M\setminus \{t_{j}\}}}, que es el costo social de su ganancia en que incurren el resto de los agentes.
Explicación
De hecho, el conjunto de postores distintos de {\displaystyle b_{i}} Es {\displaystyle N\setminus \{b_{i}\}}.  Cuando el artículo {\displaystyle t_{j}} está está disponible, podrían alcanzar el bienestar {\displaystyle V_{N\setminus \{b_{i}\}}^{M}.}  El ganador del artículo por {\displaystyle b_{i}} reduce el conjunto de elementos disponibles a {\displaystyle M\setminus \{t_{j}\}}, sin embargo, para que el bienestar alcanzable sea ahora {\displaystyle V_{N\setminus \{b_{i}\}}^{M\setminus \{t_{j}\}}}.    La diferencia entre los dos niveles de bienestar es, por lo tanto, la pérdida de bienestar alcanzable sufrida por el resto de los licitantes, como se predijo, dado el ganador segundo  {\displaystyle b_{i}} consiguió el artículo  {\displaystyle t_{j}}. Esta cantidad depende de las ofertas del resto de los agentes y es desconocida para el agente {\displaystyle b_{i}}.
La utilidad del ganador
El pujador ganador cuya oferta es el verdadero valor {\displaystyle A}  para el artículo {\displaystyle t_{j}}, {\displaystyle v_{i}(t_{j})=A,}  obtiene la máxima utilidad {\displaystyle A-\left(V_{N\setminus \{b_{i}\}}^{M}-V_{N\setminus \{b_{i}\}}^{M\setminus \{t_{j}\}}\right).}

## Ejemplos

### Ejemplo # 1
Supongamos que dos manzanas se subastan entre tres postores.
- El postor A quiere una manzana y está dispuesto a pagar $ 5 por esa manzana.
- El postor B quiere una manzana y está dispuesto a pagar $ 2 por ella.
- El postor C quiere dos manzanas y está dispuesto a pagar $ 6 para tenerlas a ambas, pero no está interesado en comprar una sin la otra.

Primero, el resultado de la subasta se determina maximizando las ofertas: las manzanas van al licitador A y al licitador B, ya que su oferta combinada de $ 5 + $ 2 = $ 7 es mayor que la oferta de dos manzanas por el licitador C que está dispuesto a pagar solamente $ 6. Por lo tanto, después de la subasta, el valor alcanzado por el postor A es de $ 5, el postor B es $ 2 y el postor C es $ 0 (ya que el postor C no obtiene nada). Tenga en cuenta que la determinación de los ganadores es esencialmente un Problema de la mochila.
A continuación, la fórmula para decidir pagos da:
- Para el postor A : los postores B y C tienen un valor total de $ 2 (el valor percibido de los artículos que han ganado: $ 2 + $ 0). Si se eliminó A, las ofertas de maximización le darían a C las manzanas mientras que B no obtiene nada. Por lo tanto, en este escenario modificado, el valor alcanzado por el postor B es de $ 0 y por parte del postor C es de $ 6. El valor total logrado en este escenario modificado por B y C es de $ 6 ($ 0 + $ 6). Entonces A paga $ 4 ($ 6 - $ 2).
- Para el postor B : los postores A y C tienen un valor total de $ 5 ($ 5 + $ 0). Si se eliminara B, las ofertas de maximización darían ambas manzanas a C mientras que A no obtendría nada. Por lo tanto, en este escenario modificado, el valor alcanzado por el postor A es de $ 0 y el valor alcanzado por el postor C es de $ 6, lo que hace que el valor total sea de $ 6 ($ 0 + $ 6). Entonces B paga $ 1 ($ 6 - $ 5).
- Del mismo modo, el postor C paga $ 0 (($ 5 + $ 2) - ($ 5 + $ 2)).

Después de la subasta, A está $ 1 mejor que antes (pagando $ 4 para ganar $ 5 de utilidad), B está $ 1 mejor que antes (pagando $ 1 para ganar $ 2 de utilidad), y C es neutral (sin haber ganado nada).